# Муцу (провинция)
Муцу (яп. 陸奥国 Муцу-но куни), первоначальное название  Митинооку (яп. 道奥国 Митинооку-но куни); также известна как Осю (яп. 奥州 О:сю:) или  Рикусю (яп. 陸州 Рикусю:) — историческая область Японии на севере острова Хонсю, соответствующая сегодняшним префектурам Фукусима, Мияги, Иватэ и Аомори и городам Кадзуно и Косака в префектуре Акита.

Карта исторических областей Японии — выделена область Муцу

До прихода японцев Муцу была слаборазвитой областью, населённой автохтонными племенами эмиси (эдзо). Значительных успехов в борьбе против эмиси в 801—802 годах достиг Саканоуэ-но Тамурамаро. В период среднего Хэйан (794–1185) «Северные» Фудзивара установили полный контроль над областью. Город Хираидзуми — цитадель семьи Фудзивара — долгое время оставался культурным, политическим и военным центром северной Японии.
Постепенно распространяясь на север, Муцу со временем стала самой большой из всех областей. Столица провинции в древности находилась на территории префектуры Мияги. Во времена Сэнгоку разные части области управлялись разными кланами. На юге в Вакамацу находился замок клана Уэсуги, на севере в Мориока — род Намбу, а Датэ Масамунэ, союзник Токугава, основал Сэндай — самый крупный на сегодня город в Тохоку.
Во времена Мэйдзи из различных частей Муцу были образованы ещё четыре области: Рикутю, Рикудзэн, Иваки и Ивасиро. Территория, которая сегодня известна как префектура Аомори, продолжала оставаться частью Муцу до введения префектур.